# Image Entertainment
A Image Entertainment, Inc. é uma empresa licenciadora, produtora e distribuidora independente de programação de entretenimento na América do Norte, com aproximadamente 3 mil títulos exclusivos de lançamento de DVD e 250 de CD, e cerca de 450 licenças de programas licenciados internacionalmente.
Fundada em 1981 em Hollywood como uma companhia pública, a Image negocia ações na NASDAQ sob a sigla DISK, já saiu da bolsa e hoje localiza-se em Los Angeles.